# Peter Cross
Peter Cross (nascido em 1951 em Guildford) é um ilustrador do Reino Unido.

### Série Dinosaur Days
(1985 unless shown, story by David Lloyd)
- Early Morning  , ISBN 0394873793
- Breakfast , ISBN 0394873785
- The Terrible Thing, ISBN 0394873815
- Silly Games, ISBN 0394873807
- Little So-And-So and the Dinosaurs (1993; compilation of the whole series), ISBN 0744520290

### Série Dudley Dormouse
(1986 unless shown, Walker Books, text Judy Taylor)
- Dudley Goes Flying, ISBN 0744504589
- Dudley and the Monster, ISBN 0399213295
- Dudley and the Strawberry Shake, ISBN 0399213309
- Dudley in a Jam, ISBN 0399213317
- Dudley Bakes A Cake (1988), ISBN 039921450X
- The Adventures of Dudley Dormouse (1990; compilation of the whole series), ISBN 0744517273

### Contribuições
- Henry Williamson; A Clear Water Stream (1976; cover and line illustrations by Cross)ISBN 0356082024
- The New Happy Families (Methuen, 1992; book and card game (made by Waddingtons Games); Cross illustrated the Camp family)

### Álbuns
- The Geese & The Ghost (1977)
- Wise After the Event (1978)
- Sides (1979)
- Private Parts & Pieces (1979)
- Private Parts & Pieces II: Back to the Pavilion (1980)
- Private Parts & Pieces III: Antiques (1982)
- Private Parts & Pieces V: Twelve (1985)
- Harvest of the Heart (1985)
- Private Parts & Pieces VI: Ivory Moon (1986)
- Private Parts & Pieces VIII: New England (1992)
- Anthology (1995)
- Radio Clyde (2003)
- Archive Collection Volume Two (2004)